# Jadwiga Szubartowicz
Jadwiga Szubartowicz (születési nevén Skawińska; Lubin, 1905. október 16. – 2017. július 20.) lengyel, száz év feletti lakos, 2017. július 20-án bekövetkezett haláláig a legidősebb lengyel volt.

## Élete
Szubartowicz 1905. október 16-án Lubinban született, mely akkor az Orosz Birodalom Kongresszusi Lengyelország nevű részéhez tartozott, ma pedig Délkelet-Lengyelország részét képezi. Gyermekként családjával több évet töltött Szentpéterváron, és 12 évesen itt lett az októberi forradalom szemtanúja. Orsolya-rendi iskolában testvérével együtt pedagógiai szakon végzett.
Lengyelország német megszállása alatt bátyját letartóztatták. Miután egy hetet a majdaneki koncentrációs táborban töltött, szabadon engedték, de később a németek Krakkóban tartóztatták le, mikor is Buchenwaldba internálták, ahol életét vesztette. Látta, hogyan rejtették el a németek elől Jan Matejko Grünwaldi csata című képét.
1952-ben hozzáment Antoni Szubartowicz katonához, a Monte Cassinó-i csata veteránjához.
2015. augusztus 1-jén, Jadwiga Młynek (1905–2015) halála után Szubartowicz lett a legidősebb lengyel. A nála is idősebb Yisrael Kristal bár a mai Lengyelország területén született, de a II. világháború után Izraelbe költözött. Szubartowicz életkorát megerősítette a Gerontology Research Group is, akik 2015. október 16-án üdvözletüket küldték a 110. születésnapra.
2017. március 7-én a nemzetközi nőnap alkalmából Lubin polgármestere, Krzysztof Żuk átadta neki a város megalapításának 700. évfordulójára kiadott medál egyikét. Az ünnepségen Dariusz Tokarzewski énekes a Dwieście lat (Kétszáz év) című dalt énekelte és adta elő, mely a népszerű lengyel születésnapi dal, a Sto lat (Száz év) átköltése.
2017. április elején meglátogatta Stanisław Budzik, Lubin érseke is.